# Maria Arredondo
Maria Arredondo(født 6. juli 1985) er en norsk sanger fra Vennesla. Hendes efternavn, Arredondo kommer fra hendes chilenske stedfar. Hun har udgivet seks musikalbum og tolv singler.

## Biografi
Hun optrådte allerede som barn, og fik kontrakt med kunstbureauet Scandinavian Artist Management da hun var 14 år gammel og med mærket Universal Music i 2000. Arredendo har samarbejdet med bl.a. Christian Ingebrigtsen, Hanne Sørvaag, Espen Lind og Jon Lord fra Deep Purple.
Hun spillede hovedrollen i "Sound of Music" i en opstilling på Edderkoppen i Osloi 2008. Udførelsen modtog god kritik, og hun blev rost for dialektanvendelsen og den klare stemme.
Maria Arredondo deltog i Melodi Grand Prix 2010 med sangen "The Touch" skrevet af Rolf Løvland. Med denne sang vandt hun den norske delfinale i Bodø den 16. januar. I februar 2011 deltog hun i TVNorge-programmet 4-stjernet middag.
I perioden 2010 - 2015 havde hun deltidsarbejde i Heggedal Kirke i Asker.
I 2013 udgav Arredondo albummet Heime nu, som er lavet i samarbejde med Martin Halla.
I 2014 deltog hun i programmet Det stærkeste køn, der blev udsendt på den norske kanal TV 2.